# 제36회 인도 국제 영화제
제36회 인도 국제 영화제는 2005년 11월 24일에 열린 시상식이다.

## 수상 및 후보

### 심사위원특별상
- 레드 더스트 - 톰 후퍼 수상

### 골든 피콕상
- 철의 섬 - 모하메드 라술로프 수상

### 실버 피콕상
- Las mantenidas sin suenos - Martín De Salvo 외 1명 수상